# Zwischenziel (Militär)
Zwischenziel (ZZ) (englisch intermediate objective – IO bzw. intermediate military objective – IMO) ist ein militärischer Fachbegriff für einen der Truppe befohlenen Raum, den diese auf dem Weg zu ihrem Angriffsziel zunächst nehmen soll.
Auf jeder Führungsebene können vom  Truppenführer ein oder mehrere Zwischenziele befohlen werden, um die Bewegungen der Angriffstruppen räumlich und zeitlich aufeinander abzustimmen und mit dem Feuer der Unterstützungswaffen in Einklang zu bringen. In der grafischen Darstellungen in deutschsprachigen taktischen Lagekarten wird der Raum eines Zwischenziels (in der Regel ellipsoid) eingekreist dargestellt und innerhalb dieser Grenzmarkierung mit dem Akronym „ZZ“ für Zwischenziel plus Folgenummer oder Name dessen beschriftet. Geplante Zwischenziele werden mit gestrichelter Grenzlinie markiert und können mit Datum/Zeit-Gruppe für die Einnahme / den Bezug des Zwischenzielraums ergänzt werden.  In der Regel werden in der Operationsart Angriff neben dem Angriffsziel ein bis zwei Zwischenziele befohlen, um das Gefecht in Kampfphasen zu gliedern und die angreifenden Verbände zu koordinieren.